# Platyoides leppanae
Platyoides leppanae är en spindelart som beskrevs av Pocock 1902. Platyoides leppanae ingår i släktet Platyoides och familjen Trochanteriidae. Inga underarter finns listade i Catalogue of Life.